# Scythris crypta
Scythris crypta is een vlinder uit de familie dikkopmotten (Scythrididae). De wetenschappelijke naam is voor het eerst geldig gepubliceerd in 1961 door Hannemann.
De soort komt voor in Europa.